# Daniel Ceulemans
Pour les articles homonymes, voir Ceulemans.
Daniel Ceulemans, né le 16 mars 1953 à Aubusson (Creuse), est un coureur cycliste français. Il est professionnel en 1979 et en 1980.

## Palmarès
- Amateur
  - 1974-1978 : 54 victoires
- 1973
  - 1re étape du Tour du Limousin
- 1974
  - 4e étape du Tour de la Vienne
- 1975
  - Champion du Limousin
  - 2e du Grand Prix de la Trinité
  - 3e du Trophée du Limousin
- 1976
  - Prix des Gueules Noires[2]
  - 3e étape des Boucles de la Haute-Vienne
  - 2e étape du Trophée Peugeot de l'Avenir
- 1977
  - Circuit boussaquin
  - Grand Prix de la Trinité
  - 3e de Paris-Dreux
  - 3e du Grand Prix d'Issoire
- 1978
  - Circuit boussaquin
  - Grand Prix de la Trinité
  - Paris-Auxerre
  - Grand Prix de l'Équipe et du CV 19e
  - 3e étape du Tour d'Île-de-France
  - Grand Prix de Châtel-Guyon
  - 3e du championnat d'Île-de-France sur route
  - 3e du Grand Prix d'Oradour-sur-Vayres
- 1980
  - Grand Prix de la Trinité
- 1982
  - 2e du Grand Prix de la Trinité
- 1983
  - Champion du Limousin des sociétés[n 1]
- 1984
  - Grand Prix de la Trinité
  - Grand Prix de Châtel-Guyon
  - 3e du Tour de Corrèze
- 1985
  - Boucles d'Allassac[3]
  - 2e du Grand Prix de la Trinité
  - 2e du Circuit des Boulevards